# روجر فوتمبا
روجر فوتمبا (ولد في 31 اكتوبر 1968) لاعب كرة قدم محترف سابق في الكاميرون، كان يلعب في خط الوسط. تم اختياره في المنتخب الكاميروني ليلعب في كأس العالم عام 1990، كأس الأمم الافريقية عام 1990 و كأس الأمم الافريقية عام 1992.
فاز تومبا بجائزة أفضل لاعب في دوري جنوب أفريقيا لكرة القدم خلال وجوده في نادي ماميلودي صن داونز.